# Produce 48
Produce 48 (en hangul: 프로듀스 48) fue un programa de competiciones de Corea del Sur y Japón transmitido desde el 6 de mayo hasta el 31 de agosto del 2018 por la cadena Mnet. El programa fue presentado por el actor Lee Seung-gi.

## Formato
El programa reunía a 96 mujeres, de las cuales 39 eran del grupo ídolo japonés AKB48, y las restantes 57 pertenecían a diferentes compañías de entretenimiento en Corea del Sur; la finalidad del concurso era formar un grupo coreanojaponés.
El público «producía» a un grupo de chicas al votar por sus miembros, además de votar por el concepto, nombre y primer disco sencillo del grupo. Las doce ganadoras tendrían la oportunidad de promoverse durante dos años y medio.
El proyecto adoptaba el concepto de AKB48 de ídolos que puedes conocer y saludar. Los miembros del grupo también podían promocionarse en sus propias agencias al mismo tiempo, ya que el programa y las promociones de los grupos a partir de entonces se registrarían en lotes.

## Miembros

### Presentadores
| Artista      | Puesto                              | Episodios | Duración |
| ------------ | ----------------------------------- | --------- | -------- |
| Lee Seung-gi | Presentador                         | -         | 2018     |
| Yoon Bo-ra   | Evaluación de Posición (2da. ronda) | 6, 7      | 2018     |

### Presentadores invitados
| Artista      | Episodio donde apareció | No. de Episodios | Duración |
| ------------ | ----------------------- | ---------------- | -------- |
| Jeon So-mi   | 1, 5                    | 2                | 2018     |
| Kim Chung-ha | 5                       | 1                | 2018     |
| Kang Daniel  | 1                       | 1                | 2018     |

### Mentores
| Artista         | Área      | Duración |
| --------------- | --------- | -------- |
| Lee Hong-gi     | Vocal     | 2018     |
| Soyou           | Vocal     | 2018     |
| Cheetah         | Rap       | 2018     |
| Bae Yoon-jeong  | Baile     | 2018     |
| Choi Young-joon | Baile     | 2018     |
| May J Lee       | Baile     | 2018     |
| Yoon Bo-ra      | Consejera | 2018     |

### Jueces invitados
| Artista | No. de Episodios | Duración |
| ------- | ---------------- | -------- |
| Kahi    | 1                | 2018     |

### Concursantes
| Lista de las 96 concursantes de Produce 48 | Lista de las 96 concursantes de Produce 48 | Lista de las 96 concursantes de Produce 48 | Lista de las 96 concursantes de Produce 48 | Lista de las 96 concursantes de Produce 48 |
| ------------------------------------------ | ------------------------------------------ | ------------------------------------------ | ------------------------------------------ | ------------------------------------------ |
| Jang Won-young (장원영)                    | Sakura Miyawaki (宮脇咲良)                 | Jo Yu-ri (조유리)                          | Choi Ye-na (최예나)                        | An Yu-jin (안유진)                         |
| Nako Yabuki (矢吹奈子)                     | Kwon Eunbi (권은비)                        | Kang Hye-won (강혜원)                      | Hitomi Honda (本田仁美)                    | Kim Chae-won (김채원)                      |
| Kim Min-ju (김민주)                        | Lee Chae-yeon (이채연)                     | Han Cho-won (한초원)                       | Lee Ka-eun (이가은)                        | Miho Miyazaki (宮崎美穂)                   |
| Juri Takahashi (高橋朱里)                  | Miyu Takeuchi (竹内美宥)                   | Miu Shitao (下尾みう)                      | Park Hae-yoon (박해윤)                     | Miru Shiroma (白間美瑠)                    |
| Kim Na-young (김나영)                      | Sae Murase (村瀬紗英)                      | Kim Do-ah (김도아)                         | Moe Goto (後藤萌咲)                        | Jang Gyu-ri (장규리)                       |
| Huh Yun-jin (허윤진)                       | Kim Si-hyeon (김시현)                      | Wang Yiren (왕이런/王怡人)                 | Na Go-eun (나고은)                         | Lee Si-an (이시안)                         |
| Ko Yu-jin (고유진)                         | Son Eun-chae (손은채)                      | Erii Chiba (千葉恵里)                      | Mako Kojima (小嶋真子)                     | Yoon Hae-sol (윤해솔)                      |
| Bae Eun-yeong (배은영)                     | Chiyori Nakanishi (中西代梨)               | Tomu Muto (武藤十夢)                       | Minami Sato (佐藤美波)                     | Saho Iwatate (岩立沙穂)                    |
| Noe Yamada (山田野絵)                      | Nanami Asai (浅井七海)                     | Kim So-hee (김소희)                        | Kim Min-seo (김민서)                       | Vivian Murakawa (村川緋杏)                 |
| Kim Hyun-ah (김현아)                       | Kim Su-yun (김수윤)                        | Lee Ha-eun (이하은)                        | Misaki Aramaki (荒巻美咲)                  | Kim Cho-yeon (김초연)                      |
| Lee Yu-jeong (이유정)                      | Aoi Motomura (本村碧唯)                    | Park Min-ji (박민지)                       | Yu Min-young (유민영)                      | Park Seo-young (박서영)                    |
| Wang Ke (왕크어/王珂)                      | Cho Ka-hyeon (조가현)                      | Ikumi Nakano (中野郁海)                    | Hwang So-yeon (황소연)                     | Shin Su-hyun (신수현)                      |
| Kang Da-min (강다민)                       | Shinobu Mogi (茂木忍)                      | Erina Oda (小田えりな)                     | Yoon Eun-bin (윤은빈)                      | Choi Yeon-soo (최연수)                     |
| Natsumi Matsuoka (松岡菜摘)                | Park Chan-ju (박찬주)                      | Park Jinny (박진희)                        | Kim Da-yeon (김다연)                       | Rena Hasegawa (長谷川玲奈)                 |
| Cho Ah-yeong (조아영)                      | Lee Seung-hyeon (이승현)                   | Yuuka Kato (加藤夕夏)                      | Kim Da-hye (김다혜)                        | Mina Imada (今田美奈)                      |
| Serika Nagano (永野芹佳)                   | Hong Ye-ji (홍예지)                        | Lee Chae-jeong (이채정)                    | Park Ji-eun (박지은)                       | Manami Ichikawa (市川愛美)                 |
| Alex Christine (알렉스 크리스틴)           | Sae Kurihara (栗原紗英)                    | Cho Yeong-in (조영인)                      | Yuka Asai (浅井裕華)                       | Ahn Ye-won (안예원)                        |
| Kokoro Naiki (内木志)                      | Kim Yu-bin (김유빈)                        | Cho Sa-rang (조사랑)                       | Choi So-eun (최소은)                       | Ayana Shinozaki (篠崎彩奈)                 |
| Won Seo-yeon (원서연)                      | Jurina Matsui (松井珠理奈)                 | Miku Tanaka (田中美久)                     | Cocona Umeyama (梅山恋和)                  | Amane Tsukiashi (月足天音)                 |
| Azusa Uemura (植村梓)                      |                                            |                                            |                                            |                                            |

## Episodios
El 29 de noviembre del 2017 el concepto del programa fue revelado durante los "Mnet Asian Music Awards 2017" en Japón, tras una actuación conjunta de AKB48 y los artistas surcoreanos Weki Meki, Kim Chung-ha, PRISTIN, Idol School y Fromis 9. 
El primer adelanto del programa fue lanzado el 11 de abril del 2018.
El programa se desarrolló a lo largo de doce episodios, que se emitieron todos los viernes a las 23:00 (KST).

## Resultado
La final, así como la votación final, se llevó a cabo el 31 de agosto de 2018. Las concursantes en el top 12 final pasaron a formar parte del grupo Iz*One.
|    | Nombre          | Votos   | Empresa     |
| -- | --------------- | ------- | ----------- |
| 1  | Jang Won-young  | 338.366 | Starship    |
| 2  | Miyawaki Sakura | 316.105 | HKT48       |
| 3  | Jo Yu-ri        | 294.734 | Stone Music |
| 4  | Choi Ye-na      | 285.385 | Yuehua      |
| 5  | Ahn Yu-jin      | 280.487 | Starship    |
| 6  | Yabuki Nako     | 261.788 | HKT48       |
| 7  | Kwon Eun-bi     | 250.212 | Woollim     |
| 8  | Kang Hye-won    | 248.432 | 8D Creative |
| 9  | Honda Hitomi    | 240.418 | AKB48       |
| 10 | Kim Chae-won    | 238.192 | Woollim     |
| 11 | Kim Min-ju      | 227.061 | Urban Works |
| 12 | Lee Chae-yeon   | 221.273 | WM          |

## Música
La música de inicio del programa es "Nekkoya (Pick Me)" (내꺼야 (Pick Me)) de los concursantes de Produce 48 fue grabada el 22 de abril del 2018. Los ganadores de las series anteriores, I.O.I y Wanna One, hicieron apariciones especiales durante la grabación.
Los concursantes del programa interpretaron la canción durante el episodio #570 del programa de música M Countdown en mayo del 2018.

## Discografía

### Extended plays
| Título              | Detalles | Posiciones máximas del gráfico | Posiciones máximas del gráfico | Posiciones máximas del gráfico | Ventas       |
| Título              | Detalles | JPN Hot                        | JPN Dig                        | US World                       | Ventas       |
| ------------------- | --- | ------------------------------ | ------------------------------ | ------------------------------ | ------------ |
| 30 Girls 6 Concepts | - Lanzamiento: 18 de agosto, 2018 - Label: Stone Music Entertainment - Formatos: Digital download             | 14                             | 7                              | 9                              | - JPN: 2,473 |
| Produce 48 - Final  | - Fecha de lanzamiento: 1 de septiembre, 2018 - Label: Stone Music Entertainment - Formatos: Digital download |                                |                                |                                |              |

### Singles
| "Nekkoya (Pick Me)"                                                                | 2018 | -  | - | -                   |
| "Rollin' Rollin'" (Love Potion)                                                    | 2018 | 66 | — | 30 Girls 6 Concepts |
| "To Reach You" (너에게 닿기를; Memory Fabricators)                                 | 2018 | 57 | — | 30 Girls 6 Concepts |
| "Rumor" (H.I.N.P)                                                                  | 2018 | 24 | — | 30 Girls 6 Concepts |
| "See You Again" (다시 만나; The Promise)                                           | 2018 | 80 | — | 30 Girls 6 Concepts |
| "1000%" (Summer Wish)                                                              | 2018 | 70 | — | 30 Girls 6 Concepts |
| "I Am" (1AM)                                                                       | 2018 | 92 | — | 30 Girls 6 Concepts |
| "We Together"                                                                      | 2018 | —  | — | Produce 48 - Final  |
| "好きになっちゃうだろう？"                                                         | 2018 | —  | — | Produce 48 - Final  |
| "꿈을 꾸는 동안"                                                                   | 2018 | —  | — | Produce 48 - Final  |
| "夢を見ている間"                                                                   | 2018 | —  | — | Produce 48 - Final  |
| "—" denota lanzamientos que no aparecieron o que no se lanzaron en ese territorio. |      |    |   |                     |

## Producción
El programa fue formado como una colaboración entre Mnet y Yasushi Akimoto.
Creado por Kim Young-bum para Mnet y es dirigido por Ahn Joon-young (quien también dirigió las dos temporadas de Produce 101).
Mientras que la producción ejecutiva está a cargo de Kim Han-soo y Kim Young-bum.
El programa en sí está principalmente en coreano, y todos los miembros reciben interpretaciones instantánea a través de auriculares.
Cuenta con el apoyo de las compañía de producción "AKATV" (la compañía que también produjo la segunda temporada de Produce 101) y "CJ E&M", y es distribuida por la CJ E&M.

### Audiencia
En la tabla, los números en azul representan las calificaciones más bajas y los números rojos representan las calificaciones más altas.
| Episodio | Fecha de Transmisión Original | Promedio de Audiencia | Promedio de Audiencia      |
| Episodio | Fecha de Transmisión Original | AGB Nielsen           | AGB Nielsen                |
| Episodio | Fecha de Transmisión Original | Escala Nacional       | Área metropolitana de Seúl |
| -------- | ----------------------------- | --------------------- | -------------------------- |
| 1        | 15 de junio de 2018           | 1.132%                | N/A                        |
| 2        | 22 de junio de 2018           | 1.913%                | 1.768%                     |
| 3        | 29 de junio de 2018           | 1.999%                | 2.098%                     |
| 4        | 6 de julio de 2018            | 2.833%                | 3.068%                     |
| 5        | 13 de julio de 2018           | 2.538%                | 2.732%                     |
| 6        | 20 de julio de 2018           | 2.479%                | 3.080%                     |
| 7        | 27 de julio de 2018           | 2.075%                | 2.266%                     |
| 8        | 3 de agosto de 2018           | 2.397%                | 2.399%                     |
| 9        | 10 de agosto de 2018          | 2.561%                | 2.790%                     |
| 10       | 17 de agosto de 2018          | 2.594%                | 3.087%                     |
| 11       | 24 de agosto de 2018          | 2.435%                | 2.556%                     |
| 12       | 31 de agosto de 2018          | 3.085%                | 3.299%                     |
| Promedio | Promedio                      | 2.338%                | -                          |

### Distribución internacional
| País                                                                                            | Cadena                           | Estreno             |
| ----------------------------------------------------------------------------------------------- | -------------------------------- | ------------------- |
| Japón                                                                                           | Mnet Japan (simulcast)           | 15 de junio, 2018   |
| Japón                                                                                           | BS SKY PerfecTV! (simulcast)     | 15 de junio, 2018   |
| En todo el mundo                                                                                | TVING Global (online, simulcast) | 15 de junio de 2018 |
| Hong Kong Singapur Macao Malasia Indonesia Taiwán Tailandia Sri Lanka Filipinas Camboya Myanmar | tvN Asia (con subtítulos)        | 21 de junio de 2018 |
| Vietnam                                                                                         | tvBlue (con subtítulos)          | 21 de junio de 2018 |